# Noa Zwan
Noa Zwan (Medemblik, 28 juli 2005) is een Nederlandse actrice en zangeres. Ze is onder andere bekend van haar rol als Demi Verduyn in de RTL 4-soapserie Goede tijden, slechte tijden.

## Biografie
Noa Zwan speelde sinds zesjarige leeftijd in theater- en musicalproducties. In 2019 deed ze mee aan het nationaal Junior Songfestival. Zwan vormt samen met onder andere Roxy Dekker en Gioia Parijs de groep 6TIMES. In de finale liep de groep met het nummer End of Time echter deelname aan het Junior Eurovisiesongfestival 2019 mis door op de tweede plaats achter Matheu te eindigen. Zwan en de andere meiden gingen na het liedjesfestijn als solozangeressen verder. In 2022 bracht Zwan haar eerste single getiteld Wil niet meer uit.
Sinds 2019 speelde Zwan de rol van Demi Verduyn in de RTL 4-soap Goede tijden, slechte tijden. Hierin speelde Zwan een personage die al op jonge leeftijd een bevalling meemaakte. In 2023 bracht Zwan de single Denk aan mij uit. Deze single werd als officieel nummer voor de serie gebruikt. In hetzelfde jaar was Zwan voor een lange tijd afwezig in de soap. In oktober 2023 maakte ze haar rentree in Goede tijden, slechte tijden, maar nam ze niet veel later ook afscheid van de serie. Zwan stapte uit de serie omdat ze had besloten een opleiding te gaan volgen aan het conservatorium, waardoor ze onvoldoende tijd over had om deel uit te maken van Goede tijden, slechte tijden. Echter, in de 7000e aflevering keerde ze terug in de soap.

## Televisie
| Jaar       | Titel                        | Rol          |
| ---------- | ---------------------------- | ------------ |
| 2019-heden | Goede tijden, slechte tijden | Demi Verduyn |

## Discografie
- "Wil niet meer" (2022)
- "Have Yourself a Merry Little Christmas" (2022)
- "Denk aan mij" (2023)